# Felipe Elvir Rojas
Luis Felipe Elvir Rojas (Danlí, 17 de junio de 1927 - Tegucigalpa, 11 de agosto del 2005) fue un poeta, periodista y editor hondureño que ocupó varios cargos públicos en su país. Fue presidente del consejo central ejecutivo del Partido Liberal de Honduras. Durante el gobierno de Roberto Suazo Córdova fungió como ministro de Gobernación y fue nombrado viceministro de Cultura durante el período presidencial de Carlos Flores. Conocido como «el poeta del pueblo», fue galardonado con el Premio Nacional de Literatura Ramón Rosa en 1987.

## Biografía
Nació en la aldea de Las Ánimas, localidad que administrativamente pertenece a Danlí, donde también transcurrió su infancia. Creció en el seno de una familia formada por su padre Ismael Rojas, por su madre Rosaura Elvir y su hermano Horacio Elvir Rojas. Se suele describir a su padre como una persona de carácter fuerte y a su madre como una mujer aficionada a la poesía, por quien tal vez haya sido influenciado, despertando en él un interés precoz por el arte poético.
Cursó sus estudios primarios en su aldea natal para luego proseguir la secundaria en el Instituto Departamental de Oriente, en Danlí, donde se graduó como maestro de primaria. Su temprana vocación literaria se hizo más manifiesta a partir de la secundaria, declamando en su escuela los poemas que leía o que él mismo ya escribía. Realizó sus estudios superiores en la Universidad Nacional Autónoma de Honduras, culminándolos con la obtención del grado académico de licenciado en Ciencias Jurídicas y Sociales.
Casado con Socorro Zavala, fundó una familia que procreó cuatro hijos: Luis Felipe, Ana Florencia, Claudia María y Dora Isela. 
Felipe Elvir falleció el 11 de agosto del 2005 en la ciudad de Tegucigalpa.

## Contexto de su obra
Se le suele clasificar entre los autores de la primera fase de la «generación literaria del 50», grupo marcado por los cambios que tenían lugar en la sociedad hondureña en una década de auge de la industrialización, masificación y toma de conciencia del proletariado como nueva clase social. Una gran huelga (iniciada el 10 de octubre de 1954) había agudizado las contradicciones en el movimiento social y político en Honduras, repercutiendo estos cambios también en la literatura nacional que experimentaba una fase de «fusión de las vanguardias con el realismo social». El «compromiso social del escritor» se instala como concepto clave en el centro de esta generación literaria, la cual lleva igualmente ese sello sin llegar a transformarse en militante.
Felipe Elvir se inscribe en este auge y recoge las temáticas de la época que vivió, pero su obra dista mucho de ser militante. El apelativo de «poeta del pueblo» se lo ganó principalmente por su manera de ser, sencilla y afable con todas las personas.

### Obras publicadas (selección)
- Bronces de América (1955)
- Poemas heroicos (1956)
- Perfil de Rigoberto López Pérez (1956)
- Puños crispados (1956)
- Elegía a Gabriela Mistral (1957)
- Antología del soneto en Honduras (1983)
- Estación Temporal (2000),
- Ocho cuentos regionales y el alma de un país ISBN 978-99926-20-53-3
- Luz en las rendijas (2001),  ISBN 978-99926-20-56-4
- Cantares rebosantes (2001),
- Rama y cielo (2002), ISBN 978-99926-30-23-5
- El Telón de las tardes (2003) ISBN 978-99926-40-13-5
- El fuego de las palabras (2003) ISBN 978-99926-40-33-3
- Prisma íntimo (2003-2004) ISBN 978-99926-30-74-7

Los temas de su poesía son muy variados: la vida, la política, la naturaleza, los valores de la justicia y la paz.
Además de estos libros, escribió numerosos artículos en revistas y diarios. En 1956 fundó una revista de literatura (Revista «Pegaso») orientada a dar difusión a los nuevos escritores y comentar sus obras. Se desempeñó además como periodista y redactor jefe de El Pueblo, órgano de prensa del Partido Liberal.